# 乔尔·费伦
乔尔·费伦（英語：Joel Fearon，1988年10月11日—），英国男子雪车运动员。他曾代表英国参加2014年和2018年冬季奥林匹克运动会雪车比赛，其中2014年冬季奥运会获得一枚铜牌。